# Moti Heiblum

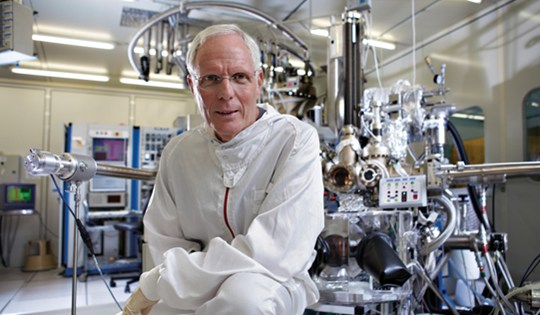
Moti Heiblum

Mordehai „Moti“ Heiblum (hebräisch מוטי הייבלום – Auch Moty Heiblum geschrieben, geboren 1947 in Israel) ist ein israelischer Elektroingenieur und Physiker, der sich mit mesoskopischer Festkörperphysik befasst.
Heiblum studierte Elektrotechnik am Technion mit dem Bachelor-Abschluss 1973 und an der Carnegie-Mellon University mit dem Master-Abschluss 1974 und wurde 1978 an der University of California, Berkeley, promoviert. Danach war er ab 1978 am Thomas J. Watson Research Center in Yorktown Heights, wo er zwölf Jahre blieb und Manager der Gruppe für Mikrostruktur-Physik wurde. Ab 1990 war er am Weizmann-Institut, wo er die Abteilung Festkörperphysik gründete und ihr 2007 bis 2012 vorstand. Außerdem gründete und leitete er das Braun Center for Submicron Research am Weizmann-Institut. 2000 wurde er Alex and Ida Sussman Professor für Submikron-Studien.
Heiblum war unter anderem Gastwissenschaftler an der TU Wien, der Stanford University und den Hewlett Packard Forschungslaboratorien in Palo Alto.
Bei IBM bemerkte er einen Mangel an hochreinen Materialien und begann Molekularstrahlepitaxie von Galliumarsenid-Heterostrukturen zu studieren und anzuwenden. Er entwickelte einen neuartigen Transistor mit heißen Elektronen und nutzte diesen als Spektrometer für die Elektronenenergie. Außerdem beobachtete er erstmals ballistischen Transport von Elektronen in Festkörpern.
Heiblum untersucht das Quantenverhalten von Elektronen in miniaturisierten Schaltkreisen (mesoskopischer Bereich zwischen quantenmechanischem und klassischem Verhalten). Unter anderem untersuchte er dort Elektroneninterferenz (Hinweis auf Wellenverhalten der Elektronen) wie Aharonov-Bohm-Ringe, Realisierung von Fabry-Perot und Mach-Zehnder Interferometern mit Elektronen, Schrotrauschen (Hinweis auf Teilchenverhalten der Elektronen, in seiner Gruppe für die Bestimmung gebrochenzahliger Ladungen beim QHE benutzt) und das fraktionalen Quanten-Hall-Effekt (QHE), wo er neutrale Randströme nachwies (sie transportieren nur Energie und keine Ladung, das heißt das elektronische System verhält sich so als ob die Ladung verschwindet). An seinem Labor wurden auch Rekorde in der Reinheit von Halbleiterkristallen aufgestellt, was die Untersuchung zweidimensionaler Elektronengase mit hoher Mobilität erlaubte, die die Beobachtung des fraktionalen QHE mit reichhaltiger Struktur gebrochenzahliger Ladungszustände erlaubte. Er wies auch quantisierte Wärmeleitung in gebrochenzahligen Quanten-Hall-Systemen nach.
Er stand in Israel einem nationalen Komitee zur Bewertung des Standes der Elektronikindustrie vor.
1986 erhielt er den IBM Outstanding Innovation Award. 2013 erhielt er den EMET-Preis für Pionierbeiträge für das Verständnis der Festkörperphysik und seine bahnbrechenden Arbeiten über Phasenmessung bei Elektronen-Interferenz, dem Verhalten gebrochenzahliger Ladungen und dem Kollaps des Quantenverhaltens in miniaturisierten elektronischen Systemen (Laudatio). Er ist Fellow des IEEE auf Lebenszeit, Fellow der American Physical Society (1990) und Mitglied der Israelischen Akademie für Wissenschaften (2008). 2008 erhielt er den Rothschild-Preis in Physik. 2021 wurde er mit dem Oliver E. Buckley Condensed Matter Prize ausgezeichnet. Er erhielt diesen Preis für Entdeckungen, ermöglicht durch geniale experimentelle Methoden, zu neuartigen quantenelektronischen Phänomenen in mesoskopischen und Quanten-Hall-Systemen, einschließlich Beobachtung und Interpretation von Ein- und Zweielektroneninterferenz, Ladungs-Fraktionalisierung und quantisierte Wärmeleitung in gebrochenzahligen Quanten-Hall-Zuständen (Laudatio). 2025 erhielt Heiblum den Wolf-Preis für Physik und er wurde zum Mitglied der National Academy of Sciences gewählt.